# 송아영
송아영(1985년 10월 5일 ~ )은 대한민국의 배우 겸 가수이다.

## 생애
2007년 MBC 드라마 《문희》에 출연하며 연기 활동을 시작하였고, 2009년 같은 방송사의 드라마 《2009 외인구단》에 출연했다.
배우로 데뷔하기 전 ‘아연’이라는 이름으로 VJ 활동을 하기도 하였다.

## 이력
송아영은 2005년 연예계에 입문하여 KMTV의 《특종! KM News》 VJ로 활동하였고, 평화방송 라디오의 《신부님 신부님 우리 신부님》 중 〈VJ 아연의 상상해 그리고 행복해〉 코너에 고정 게스트로 출연하였다.
2007년 MBC 드라마 《문희》에서 박상면 (김영철 역)과 김해숙 (장한나 역)의 첫째 딸 김산 역을 맡으며 연기 활동을 시작했다.
2009년 두 번째 작품인 MBC 드라마 《2009 외인구단》에 윤태영, 박성민, 김민정과 함께 주연으로 캐스팅되어, 엄지(김민정 분)의 여동생 최현지 역으로 출연했다.
또한 ‘eP’라는 이름으로 OST 중 한곡인 〈내 사랑 이야기〉도 불렀다.
본래 20회가 기획되었으나 저조한 시청률로 16회로 조기 종영하였다.
이후 이 작품은 추가 촬영과 재편집을 거쳐 이듬해인 2010년 일본에서 《스트라이크 러브》(Strike Love)라는 이름으로 방송되었다.
그녀가 부른 OST 〈꿈꾸는 사랑〉도 추가로 발표되었다.
2011년 디지털 싱글로 〈우린 할 수 있어〉를 발표했다.
한동안 활동이 없다가 2014년 방송된 MBC 아침드라마 《모두 다 김치》에 신태경(김호진 분)을 짝사랑하는 공하늘 역에 캐스팅되어 출연하며 활동을 재개하였다.
공백기에 대해 티브이데일리와의 인터뷰에서 “회사 문제로 어쩔 수 없는 시간이었다”고 말하였다.

## 출연

### 방송

#### 드라마
- 2007년 MBC 《문희》 - 김산 역
- 2009년 MBC 《2009 외인구단》 - 최현지 역
- 2014년 MBC 《모두 다 김치》 - 공하늘 역

#### 예능
- 2005년 ~ 2006년 KMTV 《특종! KM News》 - VJ

#### 라디오
- 2006년 평화방송 《신부님 신부님 우리 신부님》 - 화요일 코너 〈VJ 아연의 상상해 그리고 행복해〉 고정 게스트[12]

### 뮤직비디오
- 2010년 훈 - 〈나쁘다〉

## 음반

### 비정규
- 2010년 《2009 외인구단 OST Part.2》
  - 〈꿈꾸는 사랑〉
- 2011년 《우린 할 수 있어 (Digital Single)》
  - 〈우린 할 수 있어〉

### 참여
- 2009년 《2009 외인구단 OST》
  - 〈내 사랑 이야기〉